# Tullio De Mauro
Tullio De Mauro (Torre Annunziata, Campania; 31 de marzo de 1932-Roma, Lacio; 5 de enero de 2017) fue un lingüista italiano. Su edición del Curso de lingüística general de Ferdinand de Saussure lo convirtió en figura destacada de la escuela estructuralista italiana y sigue siendo referencia hoy en día.

## Biografía
Tullio De Mauro llevó a cabo la totalidad de sus estudios en Roma, primero en el instituto Julio César y después en la Universidad «La Sapienza», donde defendió su tesis en letras clásicas y dirigió el departamento de Ciencias del lenguaje.
Impulsado por Antonino Pagliaro, desde 1957 impartió clase para diversas titulaciones y universidades italianas (Napoli L'Orientale, Palermo, Chieti, Salerne); después fue contratado como profesor de licenciatura en 1967. 
Tradujo al italiano el Curso de lingüística general  (Corso di linguistica generale ) de Ferdinand de Saussure, el cual, junto con otros escritos estructuralistas, influyó profundamente en su pensamiento.
Su hermano mayor, el periodista Mauro De Mauro ―quien escribía para L'Ora  de Palermo―, fue secuestrado y asesinado por la mafia en septiembre de 1970. Por ello, en junio de 1971 Tullio de Mauro firmó el manifiesto publicado por el semanal L'Espresso  sobre el caso Pinelli. En octubre del mismo año, apoyó una petición que denunciaba la prevaricación cometida por el fiscal de Turín en el caso aparecido en el diario Lotta Continua . 
En 1975, fue elegido para el Consejo regional del Lacio con la lista del PCI. Más tarde, en 1976, fue nombrado asesor de Cultura, mandato que finalizó en 1978. 
Presidió la Sociedad Italiana de Lingüística (1969-73) y la Sociedad de Filosofía del Lenguaje (1995-97). 
Fue ministro de Educación con el Gobierno Amato II (del 25 de abril de 2000 al 11 de junio de 2001).
Su hijo Giovanni es el director de la revista Internazionale .
De 2001 a 2010 presidió Mondo digitale, una fundación municipal de Roma de la que fue apartado en junio de 2010.

## Obra
- Storia linguistica dell'Italia unita  (1963)
- Introduzione alla semantica (1965)
- Introduzione e commento al « Corso di linguistica generale » da F. de Saussure (1967)
- Senso e significato  (1971, Adriatica, Bari)
- Ludwig Wittgenstein  (Dordrecht 1966)
- Parlare italiano  (1973)
- Scuola e linguaggio  (1977, 1978)
- Minisemantica  (1982, Laterza)
- Capire le parole  (1994, Laterza)
- Direzione del Grande Dizionario Italiano dell'Uso , 6 vol. (1999, Utet)
- Prima lezione sul linguaggio  (2002, Laterza)
- La cultura degli italiani  a cura di Francesco Erbani (2004, Laterza)
- La fabbrica delle parole  (2005, Utet)
- Guida all'uso delle parole
- Che cosa è una lingua

## Distinciones
- Doctor honoris causa por la Universidad Waseda[3]

- Doctor honoris causa por la Universidad Pablo de Olavide[4]